# 等持院·立命館大學衣笠校區前站
等持院·立命館大學衣笠校區前站（日语：／ Tōjiin-Ritsumeikan-Daigaku-Kinugasa-Kyampasu-mae eki */?）位於京都府京都市北區等持院西町，是京福電氣鐵道北野線的鐵路車站。車站編號為B8。

## 歷史
- 1925年（大正14年）11月3日 - 本站作為京都電燈經營的嵐山電鐵北野線的車站開業，站名为等持院站[1]。
- 1942年（昭和17年）3月2日 - 因路線转让归入京福電氣鐵道[1]。
- 2020年（令和2年）3月20日 - 站名變更為「等持院·立命館大學衣笠校區前」，是全日本鐵路站名最長的車站[2]（直至2021年1月1日被豐田汽車富山 G廣場五福前（五福末廣町）停留場取代）。

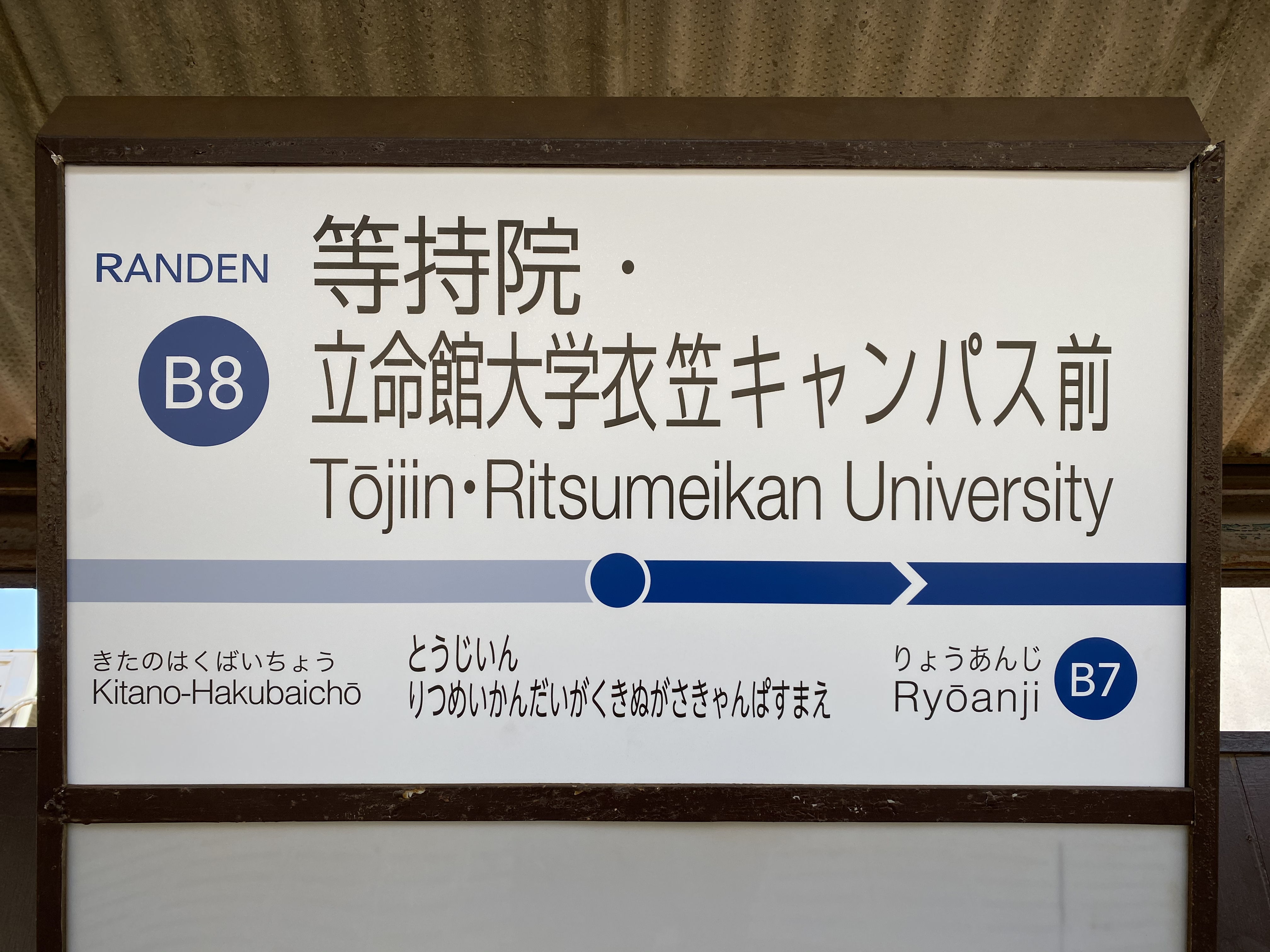
改稱後的站名標示（2020年3月20日攝影）

## 車站構造
側式月台2面2線的地面車站。
本站與隔壁的龍安寺站相距約200公尺，是北野線中最短的站間距離。

## 車站周邊
- 等持院
- 立命館大學衣笠校區
- 西日本JR巴士・京都市營巴士「等持院南町」公車站
  - 西日本JR巴士高雄・京北線
  - 京都市營巴士10号系統
  - 京都市營巴士26号系統

## 相鄰車站
京福電氣鐵道
 北野線
北野白梅町（B9）－等持院・立命館大學衣笠校區前（B8）－龍安寺（B7）

## 外部連結
- 等持院站 （页面存档备份，存于） - 京福電氣鐵道